# Dichetopiperazine

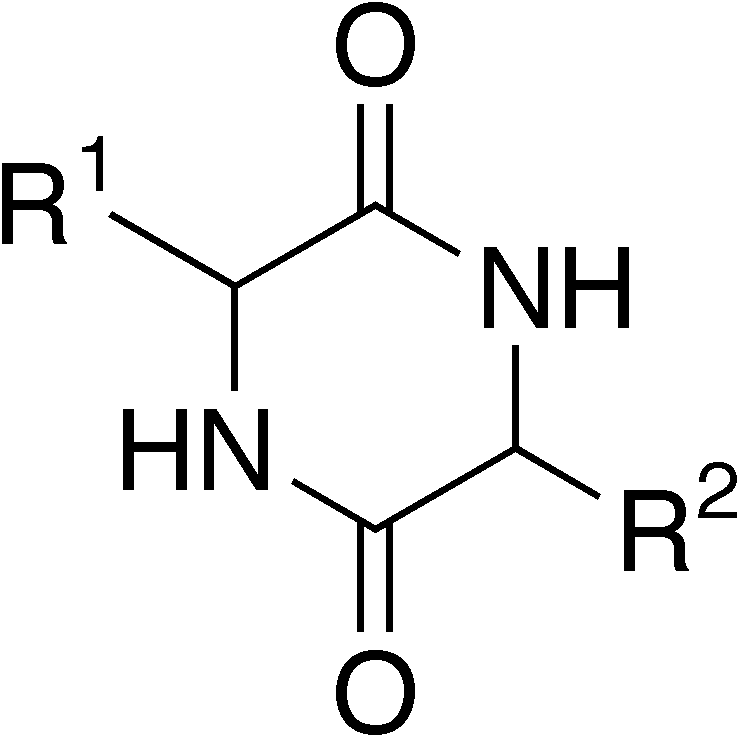
Struttura di una generica dichetipiperazina

Le dichetopiperazine sono dei composti organici derivanti dalla ciclizzazione di un dipeptide, pertanto sono degli eterocicli.
Si possono formare durante la sintesi di peptidi senza l'utilizzo di gruppi protettori, la reazione è favorita anche dalla formazione di un anello stabile. Vengono generate anche dalla reazione di Maillard durante la tostatura delle fave di cacao, questi composti influenzano notevolmente l'aroma del cioccolato.
Vengono inoltre biosintetizzati da diversi organismi come metaboliti secondari.
Le dichetipiperazine di origine sia naturale che sintetica posseggono una varia attività biologica, tra cui: antitumorale, antivirale, antifungina e antibatterica.